# Poľov
Poľov (em húngaro:Pólyi) é um bairro de Košice, a segunda maior cidade da Eslováquia. Está situado no distrito de Košice II, na região de Košice. Tem 12,96 km² de área e sua população em 2018 foi estimada em 1.206 habitantes.